# خوسيه أنطونيو أورتيغا لارا
خوسيه أنطونيو أورتيغا لارا (بالإسبانية: José Antonio Ortega Lara)‏ هو سياسي إسباني، ولد في 1958 في إسبانيا. حزبياً، نشط في حزب الشعب (1987 – 2008) وفوكس (حزب سياسي).